# Stefano Luongo
Stefano Luongo (né le 5 janvier 1990 à Chiavari) est un joueur de water-polo italien, attaquant de l'Acquachiara.
Il fait partie de l'équipe nationale italienne lors des Championnats du monde de natation 2015 à Kazan.
Il participe avec l'équipe de water polo italienne a ses premiers jeux olympiques en 2020.